# Diorygma hololeucum
Diorygma hololeucum är en lavart som först beskrevs av Jean François Montagne, och fick sitt nu gällande namn av Kalb, Staiger & Elix. Diorygma hololeucum ingår i släktet Diorygma och familjen Graphidaceae.   Inga underarter finns listade i Catalogue of Life.